# 나가우라촌 (지바현)
나가우라촌(長浦村)은 지바현 기미쓰군에 일찍이 존재했던 촌이다. 현재의 소데가우라시 북부에 해당한다.

## 역사
- 1889년 4월 1일 - 정촌제 시행에 의해 모다군 나가우라촌이 성립하였다.
- 1897년 4월 1일 - 모다군이 군 통합에 의해 기미쓰군이 되었다.
- 1947년 1월 10일 - 기사라즈 선(현재의 우치보선) 나가우라역이 개통하였다.
- 1955년 3월 31일 - 쇼와정, 네가타촌의 일부와 합병해 소데가우라정이 신설되어, 동일 나가우라촌은 폐지되었다.

## 교통

### 철도
- 국철 (→ JR동일본)
  - 기사라즈선

### 도로
- 기사라즈 가도 (당시의 국도 제127호선의 일부, 이후 국도 제16호선)